# Кремлёвская транспортная дамба
Кремлёвская транспортная дамба (ранее Ленинская дамба, Кизическая дамба) — гидротехническое инженерно-транспортное сооружение в черте города Казани, соединяющее правый и левый берега реки Казанки. К дамбе, часто именуемой Ленинской по прежнему названию, относится насыпь, на которой расположена часть улицы Декабристов, а также Кремлёвский мост. Транспортная развязка на Кремлёвском мосту выходит на улицы Батурина, Новокремлёвская и Площадь тысячелетия.
Кремлёвская транспортная дамба — одна из важнейших транспортных артерий города, связывающая две почти равновеликие части города. Пропускная способность составляет десятки тыс. автомобилей в час.
Последняя масштабная реконструкция дамбы до настоящего времени была проведена в 1950-х годах. В таком виде сооружение просуществовало до 2011 года. В 2011—2013 годах была построена новая современная транспортная развязка.
На левом берегу Казанки у дамбы располагаются Казанский Кремль, Казанский цирк, Центральный стадион. На правом берегу Казанки у дамбы находятся парк «Кырлай» и на намытом в 2013 году полуострове Центр семьи «Казан» (ЗАГС) в форме огромного казана, символа названия города. Здесь же под рекой Казанка проходит Центральная линия Казанского метрополитена и в непосредственной близости находятся станции метро «Кремлёвская», «Козья слобода».

## История
До конца XIX века Кизическая и Козья слободы связывались с посадом посредством плавучего моста, перекинутого через русло реки Казанка.
Случившийся в начале 1890-х годов неурожай вызвал огромный приток голодающих крестьян в Казань. Для помощи голодающим были организованы так называемые «общественные работы». В число таких работ вошло строительство Кизической дамбы с мостом, именуемой также Хижицкой, из-за того, что Хижицами в простонародье называлось место, прилегающее к Кизическому монастырю и Кизической слободе. При этом, правительство выделило для строительства 43 тысячи рублей, а недостававшие 10 тысяч рублей ассигновал город. После окончания строительства дамбы город получил постоянный мост через Казанку у кремля.

В 1915 году дамба была расширена, здесь работали пленные Первой мировой войны (в основном австрийцы и венгры). После расширения Хижицкой дамбы проезжую часть оградили деревянными тумбами.
В советское время дамба стала именоваться Ленинской.
Весной 1926 года рекордно высокое весеннее наводнение почти полностью размыло Ленинскую дамбу, разрушив мост. Однако вскоре она была восстановлена, а с 1 сентября 1926 года по ней начали ходить автобусы. До середины 1950-х годов левый и правый берега Казанки в районе Ленинской дамбы соединял деревянный мост.
В связи со строительством Жигулёвской ГЭС и возникновением Куйбышевского водохранилища, русло реки Казанка в черте города существенно изменилось, что потребовало строительства более современных инженерных защитных гидротехнических сооружений. Поэтому, в 1950-х годах рядом со старой дамбой была возведена новая (часть старой дамбы сохранялась в виде уступа с западной стороны новой дамбы). Кроме того, в указанные годы деревянный мост на Ленинской дамбе был заменён на железо-бетонный с капитальными опорами.
Остатки старой дамбы, построенной в конце XIX века до сих пор можно увидеть чуть левее от проезжей части улицы Декабристов. В настоящий момент на ней расположены сооружения МУП «Казметрострой».
В постсоветский период официальным названием стало «Кремлёвская транспортная дамба», а «Кремлёвской дамбой» была названа дамба у кремля, между Адмиралтейской транспортной (бывшей Кировской) и Федосеевской дамбами. Несмотря на смену названий, в прессе и официальных документах до сих пор часто употребимо обозначение «Ленинская дамба».

## Расположение
Дамба проложена по территории Кировского и Московского районов города Казани. Мост через реку Казанка частично находится на территории Вахитовского района города Казани. Таким образом Кремлёвская дамба соединяет между собой улицы Декабристов и Сибгата Хакима на севере и улицы Батурина, Кремлёвскую набережную, улицу Баумана, а также площадь Тысячелетия (бывш. Ярмарочная площадь) на юге, связывая зареченскую часть города с его историческим центром.

## Транспорт
По дамбе проложено большое количество автобусных и троллейбусных маршрутов, а ранее также была и трамвайная линия
В 1926 году по Хижицкой дамбе и далее по Поперечно-Кизической улице (ныне улица Декабристов) до слободы Восстания был пущен первый в городе автобусный маршрут. В дальнейшем количество маршрутов автобусов и маршрутных такси на дамбе возросло до нескольких десятков, но после реформы 2007 года количество автобусных маршрутов, следовавших по дамбе, уменьшилось в несколько раз.
В 1933 году по Ленинской дамбе и далее по улице Декабристов была проложена трамвайная линия маршрута № 9, в 1937 году связавшего центр города с удалённым посёлком Караваево с вновь сооруженным авиазаводом имени Орджоникидзе (ныне КАПО имени Горбунова). На этой линии позже также действовали маршруты: № 14 в 1980—2009 годах, встречные кольцевые № 20, № 21 в 1999—2008 годах (до ликвидации трамвайной линии в центре Казани) и № 19 в 2008—2009 годах. Летом-осенью 2010 года трамвайные пути с Кремлёвской дамбы и начала улицы Декабристов были демонтированы, при этом маршрут № 9 стал ходить в центр по новой линии через Кировский район и Адмиралтейскую дамбу.
В 1948 году также из центра города до авиазавода через Ленинскую дамбу была проложена первая в городе троллейбусная линия с маршрутом № 1. Затем по этой линии также пошли другие маршруты: встречные кольцевые № 4а и 4б с 1960 г., ставшие № 10 и 4 с 1990 г.; односторонний кольцевой № 17 с 2002 г., № 19 в 2007—2008 гг.
С декабря 2010 года начиная от нескольких метров от Кремлёвского моста и южного конца дамбы и далее параллельно ей на глубине до 30 метров действует Центральная линия Казанского метрополитена.

## Реконструкции и аварийные ситуации
Кремлёвская дамба до 2011 года находилась в предаварийном состоянии. Мост через Казанку с 1950-х годов неоднократно давал трещины и частично обрушался (мелкими элементами), но восстанавливался.
В начале 2000-х годов дамба была частично реконструирована, в результате чего проезжая часть, ведущая в Московский район Казани, была расширена с двух до трёх полос, однако общее аварийное состояние главного транспортного элемента дамбы — моста, оставалось прежним.
Трамвайная линия на дамбе была демонтирована в 2010 году, что позволило увеличить количество полос для движения транспорта в обоих направлениях. До этого в часы пик большое количество автомобилистов, грубо нарушая правила дорожного движения и создавая аварийные ситуации вплоть до ДТП со смертельными исходами, ездило даже по встречным трамвайным путям.
В 2011—2013 годах проведена полная реконструкция Кремлёвской дамбы. Начало дамбы превращено в крупнейшую многоуровневую транспортную развязку с обеспечением бесперебойного транспортного движения
Воплощение данных планов началось в мае 2011 года. Со стороны Казанского Кремля был намыт песок были установлены первые опоры. В конце июня 2012 года движение по Кремлёвскому мосту было прекращено, а для транспорта был предложен объездной маршрут через специально построенную обводную дамбу с мостом, выводящую транспортный поток в узкий переулок между зданием Казанского цирка и Стадионом «Центральный».
29 ноября 2012 года для движения была открыта первая очередь нового моста через реку Казанка, а временный обводной мост был демонтирован. Движение по самой дамбе было организовано по четырём из семи полос проезжей части. Однако, сразу же после открытия полноценного транспортного движения по обновлённой дамбе, стали не редки случаи обрушения на проезжую часть опор линий электропередач и фонарных столбов.
Теперь движение по Кремлёвской дамбе осуществляется в бессветофорном режиме. До реконструкции светофор, установленный в конце Кремлёвского моста на пересечении с улицами Батурина и Набережная, в часы пик образовывал значительные транспортные заторы в обоих направлениях (с Площади тысячелетия, улицы Баумана и с улицы Батурина — в сторону Московского района, с Кремлёвской дамбы — в сторону исторического центра).
- Реконструкция Кремлёвской (Ленинской) транспортной дамбы (июль 2012 г.)
- Старый мост в начале реконструкции
- Временная объездная дорога на время сноса старого моста
- Первая часть нового моста

## Интересные факты
В первый год существования городская газета «Вечерняя Казань» опубликовала 1 апреля большую статью с фотомонтажным снимком о проведённой реконструкции Ленинского моста на дамбе в результате которой он якобы стал разводным в целях обеспечения судоходства до пассажирского речного вокзала, якобы подлежащего переносу в район площади Свободы. В оглашённое в статье время (полдень следующего дня) вокруг моста собралось несколько десятков горожан, чтобы наблюдать объявленное газетой пробное разведение подъёмных пролётов моста.

## Фотографии
- Кремлёвский мост через р. Казанка (въезд со стороны площади Тысячелетия)
- Кремлёвская (Ленинская) дамба. По направлению в Московский район Казани по улице Декабристов
- Песчаная полоса и северный склон дамбы
- Мост к дамбе в 1997 году
- Реконструкция в 2012 году
- Строительство нового моста
- Временный обводной мост от Кремлёвской дамбы до центральной части Казани